# النصيل (ذي السفال)

تعديل مصدري - تعديل

النصيل هي إحدى قرى عزلة العداني بمديرية ذي السفال التابعة لمحافظة إب، بلغ تعداد سكانها 761 نسمة حسب تعداد اليمن لعام 2004.